# Артан (брат Дария I)
Артан (др.-греч. Ἀρτάνης) — брат персидского царя Дария I.
Об Артане сообщает в своей «История» Геродот. По словам древнегреческого историка, Артан выдал замуж за собственного брата Дария I свою единственную дочь Фратагуну, отдав в качестве приданого всё имущество.
В словаре У. Смита Артан назван сыном Гистаспа. По мнению А. Курт и М. Уотерс, на своей племяннице Дарий женился для того, чтобы сохранить в царской семье имущество Артана. П. Бриан отметил, что это являлось одной из целей эндогамии Ахеменидов. Хотя А. Ллойд и М. Брозиус посчитали, что Геродот приписал персам греческий обычай эпиклеры (наследование отцовских владений дочерью, если отсутствуют сыновья). По замечанию В. П. Орлова, точное время заключения этого брака определить сложно. Й. Лендеринг, отметив, что, так как Артан был младше Дария, то ко времени воцарения последнего в 522 году до н. э. Фратагуна была слишком молода для замужества, поэтому оно, видимо, состоялось гораздо позже.
Внуками Артана от Фратагуны и Дария были Аброком и Гиперант, погибшие в битве при Ферпомилах в 480 году до н. э. во время похода их единокровного брата Ксеркса I на Грецию.